# Trichopeltarion paradextrum
Trichopeltarion paradextrum is een krabbensoort uit de familie van de Trichopeltariidae. De wetenschappelijke naam van de soort is voor het eerst geldig gepubliceerd in 2010 door Tavares & Cleva.